# خانات شکی

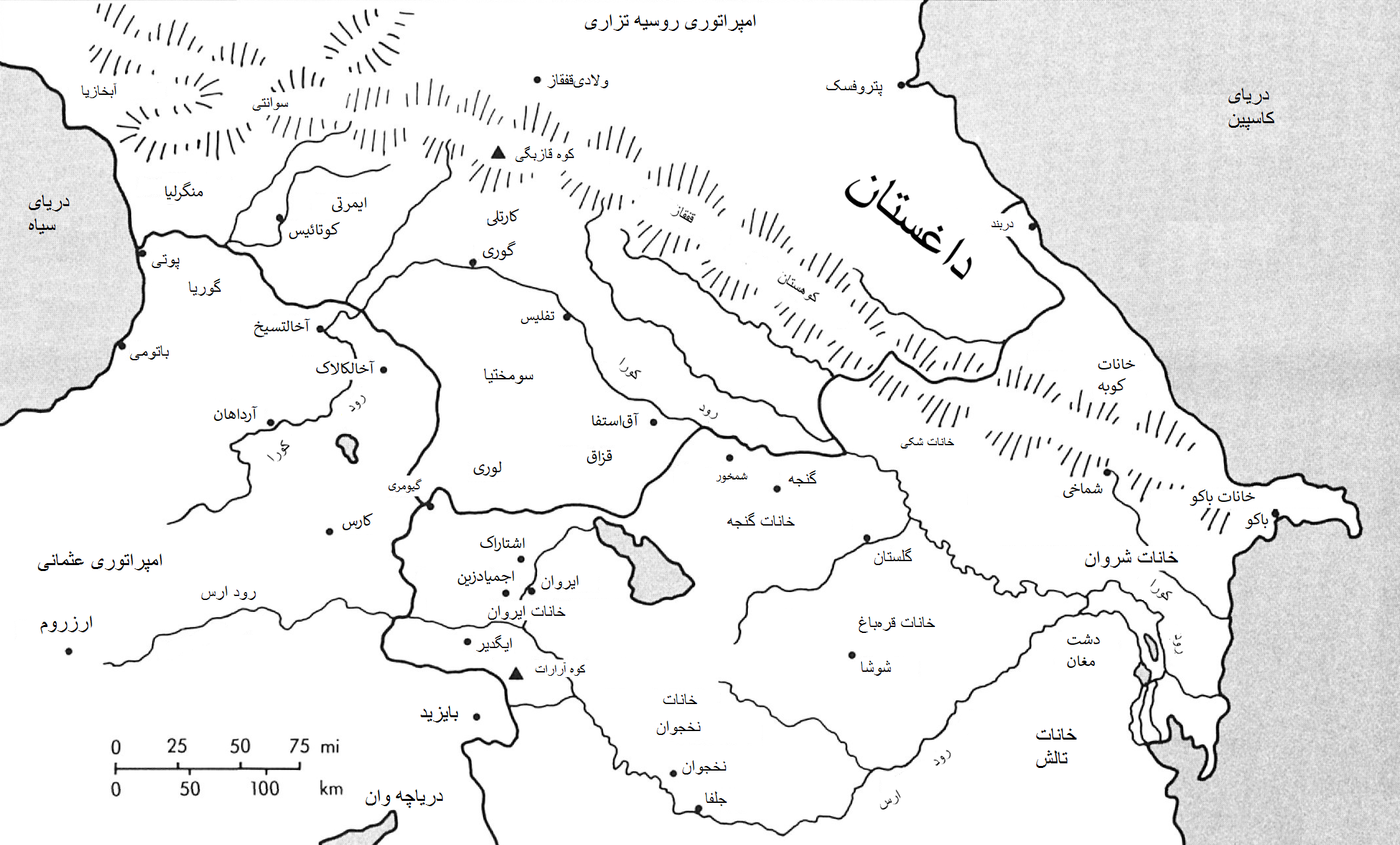
نقشه قفقاز در اوایل قرن نوزدهم میلادی

خانات شکی یکی از خانات قفقاز بود که در دورهٔ افشاریان در بخش شمالی ایران افشاری واقع در سرزمین جمهوری آذربایجان امروزی تاسیس شد و بین سال‌های ۱۷۴۳ و ۱۸۱۹ میلادی وجود داشت و سر انجام در تاریخ ۲۴ اکتبر ۱۸۱۳ بر پایهٔ معاهده گلستان از خاک ایران جدا شد و در امپراتوری روسیهٔ تزاری ادغام شد. شهر شکی پایتخت این خانات بود.

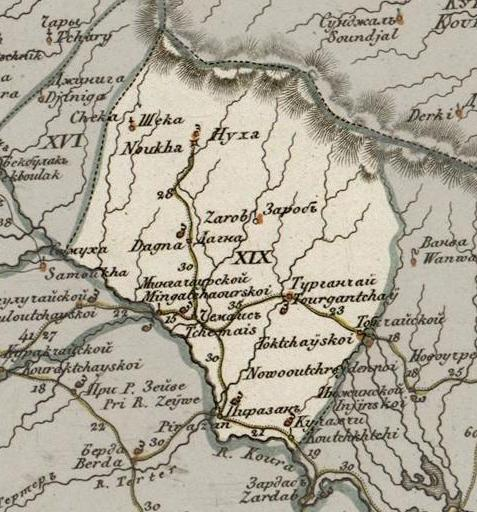
نقشه خانات در سال ۱۸۲۳

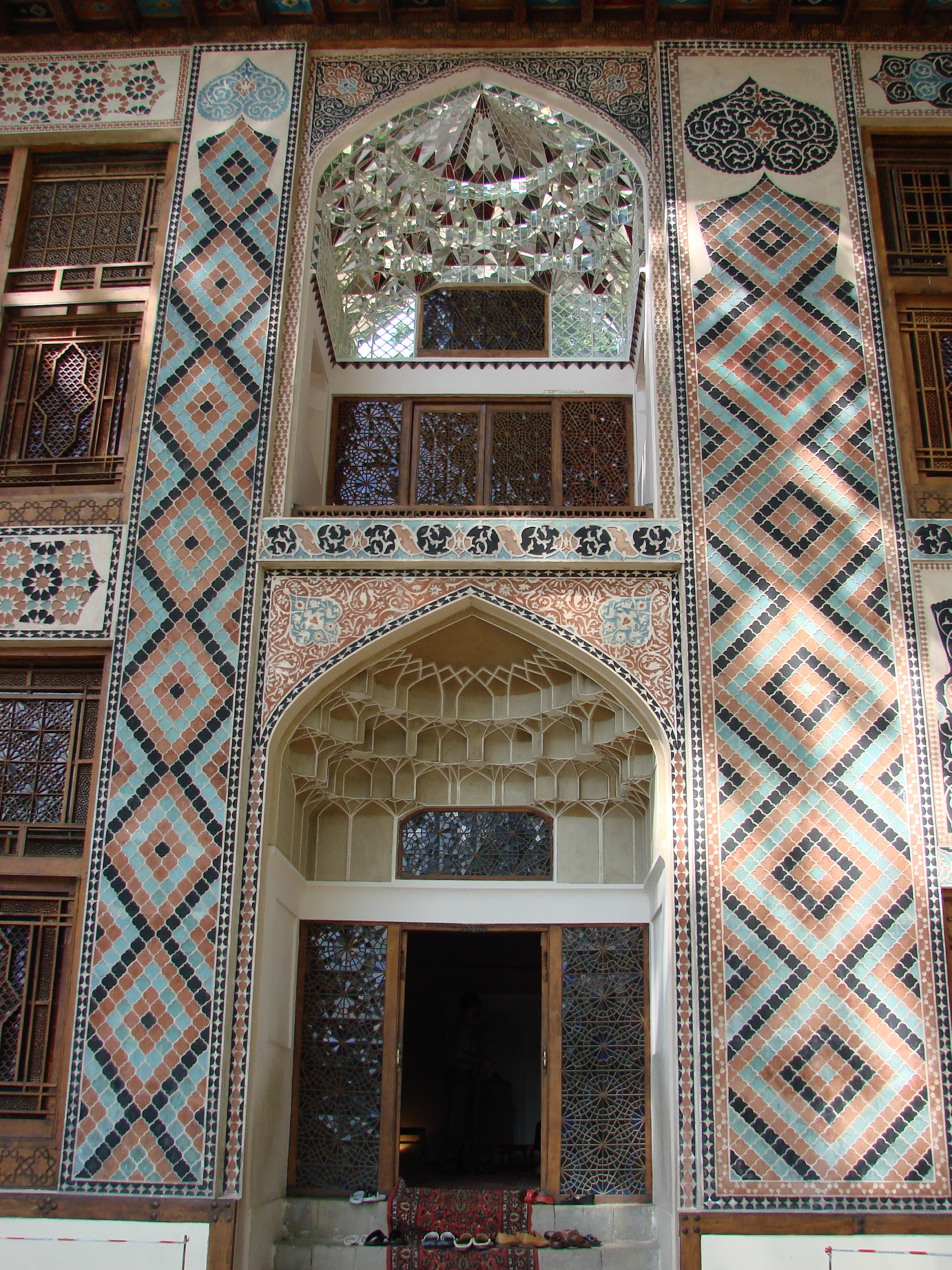
کاخ خان شکی

## تاریخچه
این خانات در سال ۱۷۴۳ در نتیجه شورشی که به وسیله حاجی چلبی خان بر ضد صفویان رهبری می‌شد به وجود آمد. این خانات یکی از قویترین و مهمترین حکومت‌های فئودالی در قفقاز به‌شمار می‌رفت. پایتخت این خانات شهر شکی که در آن زمان پرجمعیت‌ترین شهر منطقه بود در سیل سال ۱۷۷۲ میلادی از بین رفت، پس از آن رشد جمعیت در مناطق اطراف شهر متمرکز شد. از اواخر قرن هجدهم میلادی خان‌های شکی به علت افزایش درگیری‌ها با قاجارها به دنبال دریافت کمک نظامی از روسیه بودند. آقا محمدخان قاجار در جریان لشکرکشی به قفقاز و تصرف گرجستان، تمام مناطقی که قبلاً تحت حکومت صفویان و افشاریان بود از جمله شکی را دوباره تحت کنترل خود درآورد. مصطفی سلیم خان در سال ۱۸۰۵ برپایه یک پیمان با الکساندر یکم تزار روسیه، خانات شکی را به تحت‌الحمایگی روسیه درآورد که بعدها پس شکست ایران در جنگ با روسیه برپایه پیمان گلستان بین ایران و روسیه مورد پذیرش قرار گرفت. خانات شکی در سال ۱۸۱۹ به صورت رسمی منحل اعلام شد و به عنوان یک استان روسیه به تابعیت دولت نظامی روسیه درآمد. پس از ایجاد جمهوری دمکراتیک آذربایجان در ماه مه ۱۹۱۸، شکی جزئی از استان گنجه شد و با برقرار شدن حکومت کمونیستی شوروی در قفقاز به جمهوری سوسیالیستی آذربایجان شوروی ملحق شد.

## تقسیمات و اقتصاد
این خانات به هشت شهرستان تقسیم می‌شد که به وسیلهٔ نمایندگان خان اداره می‌شدند. کشاورزی مهمترین منبع درآمد و اقتصادی این خانات محسوب می‌شد. همچنین این خانات برای نوغان داری و تولید ابریشم نیز شناخته شده بود که هنوز هم در آنجا رواج دارد.

## حاکمان
- ۱۷۴۳–۱۷۵۵ حاجی چلبی خان
- ۱۷۵۵–۱۷۵۹ آقاکیشی بیگ
- ۱۷۵۹–۱۷۸۰ محمدحسین خان
- ۱۷۸۰–۱۷۸۳ عبدالقدیر خان
- ۱۷۸۳–۱۷۹۵ محمدحسن خان (بار نخست)
- ۱۷۹۵–۱۷۹۷ سلیم خان (بار نخست)
- ۱۷۹۷–۱۸۰۲ محمدحسن خان (بار دوم)
- ۱۸۰۲–۱۸۰۶ سلیم خان (بار دوم)
- ۱۸۰۶–۱۸۱۴ جعفرگولو خان دنبلی
- ۱۸۱۴–۱۸۱۹ اسماعیل خان دنبلی